# فریتس هابر
فریتس یاکوب هابر (به آلمانی: Fritz Jakob Haber) یک شیمیدان آلمانی و مبتکر تولید صنعتی آمونیاک به روش فرآیند هابر-بوش است و برای این ابداع، به همراه کارل بوش برنده نوبل شیمی ۱۹۱۸ شد. به گفته واتسلاو اسمیل فرایند هابر احتمالاً مهم‌ترین نوآوری قرن بیستم بوده‌است و امروزه کود شیمیایی برای تولید غذای معادل نیمی از جمعیت جهان را تأمین می‌کند. هابر همچنین مسئول جنگ شیمیایی ارتش آلمان در جنگ جهانی اول بود.

## زندگی
او در ۹ دسامبر سال ۱۸۶۸ به دنیا آمد. توجهش بیشتر به الکتروشیمی بود. در سال ۱۹۰۹ الکترودی بلورین ساخت که توسط آن "PH" اندازه‌گیری می‌شود.
در آغاز قرن بیستم بیشتر شیمیدانان می‌کوشیدند تا روشی کار آمد برای استفاده از نیتروژن هوا به مقیاس وسیع، به دست آورند. ترکیبات نیتروژن ماده اصلی کودها و مواد منفجره را تشکیل می‌دهد، ولی مهم‌ترین و عظیم‌ترین منبع این گونه ترکیبات در دشت‌های ازتی صحرای شمالی شیلی بود. بدیهی است، بر اثر دور بودن این ناحیه از مرکز صنعتی جهان، استفاده از آن مقرون به صرفه نبود. از طرفی با توجه به اینکه چهار پنجم هوا را گاز ازت تشکیل داده و در واقع هوا ذخیره‌ای تمام نشدنی از این ماده‌است، طبعاً هر طریقه‌ای که برای تبدیل نیتروژن هوا به ترکیبات آن عرضه می‌شد مقرون به صرفه بود.
هابر مطالعاتی در خصوص امکان ترکیب نیتروژن و هیدروژن، تحت فشار زیاد با استفاده از آهن به عنوان واکنش بار به منظور تولید آمونیاک به عمل آورد که بسیار کار آمد بود. هابر برای تهیه گاز آمونیاک، نیتروژن را از تقطیر جز به جز هوا بدست آورد؛ زیرا بیش از ۷۰٪ حجم هوا را این گاز تشکیل داده‌است. هابر گاز هیدروژن را از اثر بخار آب داغ بر زغال کک داغ بدست آورد.
C + H۲O → CO + H۲
وی با توجه به دو طرفه بودن واکنش تهیه آمونیاک طبق اصل لوشاتلیه با پایین آوردن دما واکنش به سمت چپ پیش می‌رود اما در دما پایین سرعت واکنش بسیار پایین است. با افزایش دما سرعت واکنش زیاد اما واکنش به سمت چپ می‌رود. پس لذا فشار را به ۳۵۰ اتمسفر رساند تا واکنش در جهت رفت پیشرفت کند و آمونیاک تولید شود. همچنین عامل فشار بر دما غلبه کرده باعث شد آمونیاک بیشتر با سرعت زیاد تولید شود و از کاتالیزگر مناسب مانند گل آتش خور یا آلومین استفاده کرد. هنگامی واکنش به تعادل رسید دما را پایین آورد تا گازها با عمل میعان مایع شوند و چون پیوند میان آمونیاک قویتر بود زودتر مایع شد و او توانست آمونیاک مورد نیاز را جدا کند. اما باز هم مقداری گاز نیتروژن و هیدروژن در محیط باقی‌مانده بود چون هابر آمونیاک را جدا کرده بود این دو گاز بازهم با یکدیگر واکنش داده و آمونیاک تولید کردند. بدین وسیله او اولین بار گاز مهم آمونیاک را در شرایط آزمایشگاهی تولید کرد.

## در جنگ جهانی اول
تیم او تحقیقات برای تولید گاز کلر و دیگر گازهای سمی را بر عهده داشتند بعلاوه تولید ماسک‌های ضد گاز و فیلترهای آن که سربازان خودی را از گزند این تسلیحات مصون بدارد. دانشمندان بزرگی مانند اتو هان، گوستاو هرتز و جیمز فرانک (که بعدها جوایز نوبل شیمی و فیزیک را از ان خود کردند) در این یگان تحت نظر هابر فعالیت می‌کردند. هابر حتی پژوهش‌هایی در مورد رابطه غلظت و زمان مورد نیاز برای تنفس گازهای سمی انجام داد که امروزه به قانون هابر شهرت دارد.
بعد از جنگ گزارش‌هایی توسط آلمان‌ها منتشر شد مبنی بر استفاده فرانسوی‌ها در اوایل نبرد از تسلیحات شیمیایی، هابر در آن زمان در این بازه تحقیق می‌کرد. (فرانسوی‌ها و انگلیسی‌ها هم در جنگ جهانی اول از تسلیحات شیمیایی استفاده کردند).